# Bruno Pacheco
Bruno Nascimento Pacheco (né le 20 avril 1983 à Rio de Janeiro) est un athlète brésilien spécialiste du sprint.
Ses meilleurs temps sont :
- sur 100 m, 10 s 28 à Cochabamba le 30 mai 2004, temps qu'il égale lors de son titre aux Championnats d'Amérique du Sud espoirs,
- sur 200 m, 20 s 54 à Belém (Mangueirão) le 3 août 2002, record d'Amérique du Sud junior.

Il remporte trois médailles d'or lors des Championnats d'Amérique du Sud juniors d'athlétisme 2002 à Belém.